# Shayn (månkrater)
Shayn är en nedslagskrater på månens baksida. Shayn har fått sitt namn efter astronomen Grigorij Sjajn.
Kratern har en diameter på ungefär 93 km.

## Satellitkratrar
| Shayn | Latitud | Longitud | Diameter |
| ----- | ------- | -------- | -------- |
| B     | 34.5° N | 173.5° Ö | 35 km    |
| F     | 33.0° N | 175.5° Ö | 38 km    |
| H     | 31.4° N | 175.5° Ö | 38 km    |
| Y     | 35.9° N | 171.7° Ö | 23 km    |